# Sommet du G8 de 1999
Pour un article plus général, voir Sommet du G8.
Le sommet du G8 1999, 25e réunion du G8, réunissait les dirigeants des 7 pays démocratiques les plus industrialisés et la Russie, ou G8, du  18 au 20 juin 1999, dans la ville allemande de Cologne.

## Participants
| Participants au G8            |                       |                  |                                        |
| Membre                        | Membre                | Représenté par   | Fonction                               |
| Drapeau du Canada             | Canada                | Jean Chrétien    | Premier ministre                       |
| Drapeau de la France          | France                | Jacques Chirac   | Président                              |
| Drapeau de l'Allemagne        | Allemagne             | Gerhard Schröder | Chancelier                             |
| Drapeau de l'Italie           | Italie                | Massimo D'Alema  | Président du Conseil                   |
| Drapeau du Japon              | Japon                 | Keizo Obuchi     | Premier ministre                       |
| Drapeau du Royaume-Uni        | Royaume-Uni           | Tony Blair       | Premier ministre                       |
| Drapeau de la Russie          | Russie                | Boris Eltsine    | Président                              |
| Drapeau des États-Unis        | États-Unis            | Bill Clinton     | Président                              |
| Drapeau de l’Union européenne | Commission européenne | Manuel Marín     | Président de la Commission par intérim |